# Monroe County, Georgia
Monroe County är ett administrativt område i delstaten Georgia, USA, med 26 424 invånare. Den administrativa huvudorten (county seat) är Forsyth.

## Geografi
Enligt United States Census Bureau har countyt en total area på 1 030 km². 1 024 km² av den arean är land och 6 km² är vatten.

### Angränsande countyn
- Butts County - nord
- Jasper County - nordost
- Jones County - öst
- Bibb County - sydost
- Crawford County - syd
- Upson County - väst-sydväst
- Lamar County - väst